# Aubermesnil-aux-Érables
Aubermesnil-aux-Érables è un comune francese di 208 abitanti situato nel dipartimento della Senna Marittima nella regione della Normandia.

## Società

### Evoluzione demografica
Abitanti censiti